# Виновность
Не путать с: Вина
Вино́вность — субъективная либо общественная характеристика, определяющая наличие ответственности за совершенные деяния. Наличие виновности может зависеть от моральных установок определённых социальных групп или индивидов при прочих равных условиях. В определённых условиях в двух социальных группах с одинаковым негативным отношением к определённому событию, виновность может присутствовать в одной, и отсутствовать в другой в зависимости от отношения этой общности к причастности лица к наступлению этого негативного события.